# 澂江狗牙花
澂江狗牙花（学名：Ervatamia chengkiangensis），为夹竹桃科狗牙花属下的一个植物种。